# Cantón Jipijapa
Cantón Jipijapa är en kanton i Ecuador.   Den ligger i provinsen Manabí, i den västra delen av landet, 260 km sydväst om huvudstaden Quito. Antalet invånare är 71 083. Arean är 1 420 kvadratkilometer.
Terrängen i Cantón Jipijapa är kuperad.